# Mesozygiella dunlopi
Mesozygiella dunlopi es una especie extinta de araña araneomorfa de la familia Araneidae. Los especímenes fueron encontrados  incrustados en ámbar en Álava, en el norte de España. Con estos fósiles la utilización de la seda para la formación de redes de captura queda fechada en el Cretácico Inferior. Actualmente, con los datos morfológicos existentes, se las relaciona filogenéticamente con el género Zygiella.